# 李如洪
李如洪（1917年—2006年），男，江苏江宁人，中华人民共和国军事人物，中国人民解放军少将，曾任国务院国防工业办公室副主任。